# Listă de scriitoare engleze

## A
- Kia Abdullah
- Valentine Ackland
- Eliza Acton
- Sarah Fuller Flower Adams
- Grace Aguilar
- Mary Alcock
- Mabel Esther Allan
- Margery Allingham
- Gillian Allnutt
- Elizabeth Frances Amherst
- Jane Anger
- Eva Anstruther
- Anne Askew
- Mary Astell
- Mary Anne Atwood
- Penelope Aubin
- Jane Austen
- Katherine Austen
- Valerie Austin
- Pam Ayres

## B
- Beryl Bainbridge
- Isabella Banks
- Anna Laetitia Barbauld
- Judi Barrett
- Jane Barker
- Elizabeth Barrett Browning
- Elizabeth Bath
- Fran Beauman
- Patricia Beer
- Constance Beerbohm
- Aphra Behn
- Frances Bellerby
- Stella Benson
- Elizabeth Bentley
- Juliana Berners
- Tamasin Berry-Hart
- Annie Besant
- Matilda Betham-Edwards
- Julie Bindel
- Evelyn, Princess Blücher
- Lilian Bowes Lyon
- Mary Elizabeth Braddon
- Charlotte Mary Brame
- Barbarina Brand
- Hannah Brand
- Jane Brereton
- Vera Brittain
- Penny Broadhurst
- Lucy Broadwood
- Frances Freeling Broderip
- Anne Brontë
- Charlotte Brontë
- Emily Brontë
- Anne Brooke
- Frances Brooke
- Sylvia Brett
- Rosina Bulwer Lytton
- Frances Burney
- Frances Burney (1776–1828)

## C
- Jude Calvert-Toulmin
- Ada Cambridge
- May Wedderburn Cannan
- Roxey Ann Caplin
- Angela Carter
- Elizabeth Carter
- Elizabeth Cary, Lady Falkland
- Sheila Cassidy
- Jane Cavendish
- Margaret Cavendish
- Dorothea Celesia
- Charlotte Charke
- Elizabeth Charles
- Maria Louisa Charlesworth
- Clara de Chatelain
- Erika Cheetham
- Nora Chesson
- Mary Cholmondeley
- Agatha Christie
- Lady Mary Chudleigh
- Lucy Clifford
- Caroline Clive
- Kitty Clive
- Catherine Trotter Cockburn
- Mary Elizabeth Coleridge
- Sara Coleridge
- Mary Collier
- An Collins
- Mary Collyer
- Eliza Cook
- Louise Cooper
- Wendy Cope
- Julia Copus
- Frances Cornford
- Hannah Cowley
- Elizabeth Craven
- Helen Cross

## D
- Charlotte Dacre
- Sophie Dahl
- Clemence Dane
- Alicia D'Anvers
- Julia Darling
- Elizabeth Daryush
- Janina David
- Mary Delany
- Ella Hepworth Dixon
- Dorothy Koomson
- Judith Drake
- Maureen Duffy
- Nell Dunn

## E
- Emily Eden
- Elizabeth Egerton
- Sarah Fyge Egerton
- Elizabeth Eiloart
- George Eliot
- Elizabeth I of England
- Frances Minto Elliot
- Charlotte Elliott
- Elizabeth Clarke Wolstenholme Elmy
- Elizabeth Elstob
- Erastes

## F
- Violet Fane
- U. A. Fanthorpe
- Eleanor Farjeon
- Vicki Feaver
- Elaine Feinstein
- Margaret Fell
- Ellenor Fenn
- Daphne Fielding
- Penelope Fitzgerald
- Elena Forbes
- Anthea Fraser
- Rose Fyleman

## G
- Viola Garvin
- Stella Gibbons
- Rumer Godden
- Jane Gomeldon
- Jade Goody
- Catherine Gore
- Sheilah Graham Westbrook
- Maxwell Gray
- Frances Greville
- Elizabeth Caroline Grey
- Jane Griffiths

## H
- Marion Rose Halpenny
- Beatrice Harraden
- Phyllis Hartnoll
- Lucy Hastings
- Frances Ridley Havergal
- Mary Hays
- Eliza Haywood
- Phoebe Hesketh
- Georgette Heyer
- Miranda Hill
- Susan Hill
- Wendy Holden
- Ethel Carnie Holdsworth
- Jane Holland
- Winifred Holtby
- Teresa Hooley
- Frances Horovitz
- Mary Howitt
- Frieda Hughes
- Mary Vivian Hughes
- Rachel Hunter
- Allegra Huston
- Catherine Hutton
- Elizabeth Inchbald

## I
- Jean Ingelow

## J
- Anna Jacobs
- P. D. James
- Rosemary Hawley Jarman
- Elizabeth Jennings
- Geraldine Jewsbury
- Pamela Hansford Johnson
- Sabrina Johnson
- Jenny Joseph
- Margaret Jourdain

## K
- Sheila Kaye-Smith
- Fanny Kemble
- Margery Kempe
- May Kendall
- Lena Kennedy
- Anne Killigrew
- Dorothy Kilner
- Phyllis King
- Mary Kingsley

## L
- Lady Caroline Lamb
- Mary Lamb
- Letitia Elizabeth Landon
- Emilia Lanier
- Joanna Laurens
- Mary Leapor
- Harriet Lee
- Sophia Lee
- Rosamond Lehmann
- Charlotte Lennox
- Winifred Mary Letts
- Denise Levertov
- A. E. Levett
- Amy Levy
- Naomi Lewis
- Jane C. Loudon
- Ada Lovelace
- Mina Loy
- Jane Lumley

## M
- Mary (Molly) MacCarthy
- Bathsua Makin
- Richmal Mangnall
- Delarivier Manley
- Mary E. Mann
- Ruth Manning-Sanders
- Ellen Buckingham Mathews
- Mary Meeke
- Louisa Anne Meredith
- Charlotte Mew
- Alice Meynell
- Miss Read
- Barbara Mitchel-Hill
- R. J. Mitchell
- Diana Mitford
- Jessica Mitford
- Mary Russell Mitford
- Nancy Mitford
- Geraldine Monk
- Elizabeth Montagu
- Lady Mary Wortley Montagu
- Susanna Moodie
- Susan Moody
- Hannah More
- Favell Lee Mortimer
- Iris Murdoch
- Anne Mustoe

## N
- Constance Naden
- Violet Needham
- Frances Neville
- Adela Florence Nicolson
- Laura Noble
- Frances Norton

## O
- Alice Oswald
- Ouida
- Mary Oxlie

## P
- Mez Packer
- Ruth Padel
- Eliza Parsons
- Sarah Phelps
- Katherine Philips
- Ruth Picardie
- Sarah Piers
- Mary Pilkington
- Fiona Pitt-Kethley
- Ruth Pitter
- Sylvia Plath
- Anne Plumptre
- Elizabeth Polack
- Elizabeth Polwheele
- Eleanor Anne Porden
- Anna Maria Porter
- Jane Porter
- Philippa Powys
- Nancy Price
- Diana Primrose
- May Probyn
- Adelaide Anne Procter

## R
- Ann Radcliffe
- Dollie Radford
- Kathleen Raine
- Mary Renault
- Ruth Rendell
- Denise Riley
- Agnes Mary Frances Duclaux
- Mary Robinson
- Regina Maria Roche
- Margaret Roper
- Rosie Rushton
- Christina Rossetti
- Sheila Rowbotham
- Elizabeth Rowe
- Lucinda Roy

## S
- Lady Margaret Sackville
- Vita Sackville-West
- Shänne Sands
- Dorothy L. Sayers
- Jane Scott
- Mary Scott
- E. J. Scovell
- Anna Seward
- Jo Shapcott
- Mary Shelley, (1797-1851)
- Ariane Sherine
- Mary Martha Sherwood
- Fredegond Shove
- Nerina Shute
- Mary Sidney
- Marjorie Lynette Sigley
- May Sinclair
- Edith Sitwell
- Zoë Skoulding
- C. Fox Smith
- Charlotte Turner Smith
- Stevie Smith
- Zadie Smith
- Caroline Anne Southey
- Rachel Speght
- Lillian Spender
- Patricia St. John
- Pauline Stainer
- Vera Stanley Alder
- Mariana Starke
- Barbara, Lady Stephen
- Anne Stevenson
- Mary Stewart
- A. M. W. Stirling
- Mary Eleanor Bowes
- Agnes Strickland
- Lady Louisa Stuart
- Susan Hillmore
- Tabitha Suzuma
- Steph Swainston
- Devina Symes
- Netta Syrett

## T
- Ann Taylor
- Jane Taylor
- Elizabeth Thomas
- Flora Thompson
- Rosemary Tonks
- Charlotte Elizabeth Tonna
- Sylvia Townsend Warner
- Anna Trapnell
- Iris Tree
- Rose Tremain
- Sarah Trimmer

## U
- Jenny Uglow
- Evelyn Underhill

## V
- Margaret Veley
- Elizabeth Vesey
- Salley Vickers

## W
- Priscilla Wakefield
- Mary Augusta Ward
- Rosamund Marriott Watson
- Camilla Way
- Anna Weamys
- Mary Webb
- Augusta Webster
- Dorothy Wellesley
- Jane West
- Jacqueline Wheldon
- Marjorie Whitaker
- Florence White
- Maggy Whitehouse
- Kit Whitfield
- Isabella Whitney
- Anna Wickham
- Harriette Wilson
- Anne Finch
- John Strange Winter
- Jane Wiseman
- Mary Wollstonecraft
- Ellen Wood
- Margaret Louisa Woods
- Virginia Woolf
- Dorothy Wordsworth
- Lady Mary Wroth
- Petronella Wyatt
- Rachel Wyatt

## Y
- Ann Yearsley
- Margaret Yorke
- E. H. Young

## Vezi și
- Listă de scriitori englezi